# Catherine Booth
Catherine Mumford (17 de enero de 1829 - 4 de octubre de 1890) cofundadora del Ejército de Salvación junto a su marido William Booth.
Nació como Catherine Mumford en Ashbourne, condado de Derbyshire, Inglaterra, en la familia conformada por Sarah Milward y John Mumford (que tuvieron otros cuatro hijos). Su padre era un modesto constructor de carros y su madre una cristiana muy devota. Su familia se trasladó, siendo ella aún muy pequeña, a Boston, Lincolnshire, y más tarde a Brixton, Londres.
Desde temprana edad, Catherine se mostró como una muchacha seria, religiosa y sensible. Tuvo una rigurosa educación cristiana, a los 5 años ya leía en voz alta la Biblia para su madre y antes de cumplir los 12 años la había leído completa unas ocho veces. A los 14 años, una enfermedad en la columna la obligó a dejar la escuela y pasar muchos meses postrada.
Más tarde sus inquietudes religiosas la llevaron a experimentar un renacer espiritual, y se afilió a una Iglesia Metodista, sus inquietudes sociales la hicieron comprometerse también con la Band of Hope, una sociedad de temperancia para niños y adolescentes de la clase obrera fundada en 1847, que hacían votos de abstinencia total y hacían propaganda en contra de las bebidas alcohólicas, desde allí, Catherine también fue activista del Temperance Movement, escribiendo cartas sobre el problema a numerosos periódicos y autoridades.
Conoció a William Booth cuando este llegó a predicar a su iglesia (estaba aprendiendo a ser predicador de la Nueva Conexión Metodista) en 1852, se hicieron muy amigos y congeniaron de inmediato.
Tras tres años de amistad, en los que Catherine apoyó el trabajo de predicador itinerante de William con un nutrido epistolario, (6 volúmenes publicados en 1988: Writings of Catherine Booth) contrajeron matrimonio el 16 de junio de 1855, en la iglesia congregacionalista de Stockwell Green, en el sur de Londres. Tuvieron una numerosa familia, toda ella dedicada, desde la infancia, al trabajo evangelístico: William Bramwell Booth (1856), Ballington Booth (1857), Catherine o Kate Booth (1858), Emma Booth (1860), Herbert Booth (1862), Marie Booth (1864), Evangeline (1865) y Lucy (1868).
Catherine tuvo también tiempo para comenzar a ser más activa en el trabajo de iglesia mientras William era pastor en Brighouse. Ella sintió un llamado irresistible a invitar a la gente común a la iglesia, inició para ello un activo ministerio de visitación casa por casa, especialmente a familias con problemas de alcoholismo. También participó activamente en reuniones para niños y adolescentes. Sin embargo, era demasiado tímida para hablar a público adulto, además, en aquella época, era muy inusual que una mujer tuviese oportunidad de hablar en servicios religiosos.
Sin embargo, Catherine estaba convencida de que las mujeres cristianas no solo tenían el derecho de predicar, sino también la obligación. Cuando llegó a sus manos un periódico con un artículo que argumentaba contra el derecho de las mujeres a utilizar el púlpito se decidió a publicar (1859) Female Ministry: Or, Woman’s Right to Preach the Gospel (Ministerio Femenino: o El derecho de las mujeres a predicar el Evangelio) un artículo que fue publicado en el mismo periódico y luego por separado.

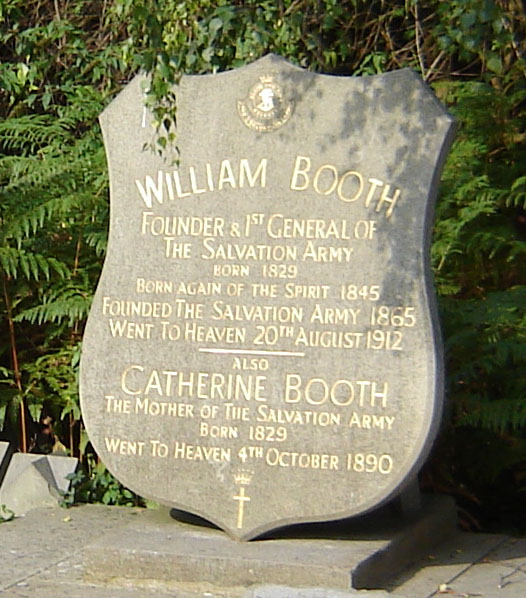
Placa sobre la tumba de los Booth, en el Cementerio de Abney Park, Londres.

William y Catherine se decidieron a comenzar un trabajo diferente al pastorado de una iglesia al iniciar su Misión Cristiana en 1865. William predicó al pobre y al desheredado y Catherine (en cierto sentido) a los ricos, ganando su ayuda para financiar tamaña iniciativa, fue por eso que ella comenzó a llevar a cabo sus propias campañas de recolección de fondos y voluntariado. Cuando tomaron el nombre de Ejército de Salvación en 1878, y William Booth comenzó a ser conocido como "El General", Catherine pasó definitivamente a un segundo plano, se la reconocería luego como "Mother of the Army", y ciertamente estaba detrás de muchos de los cambios en la nueva organización, diseñó la bandera y los "bonetes" (apodados coloquialmente como "aleluyas") para oficialas y soldadas, y contribuyó fuertemente con sus ideas a las creencias y reglamentos de este nuevo ejército
Catherine Booth murió a la edad de 61 años en Clacton-on-Sea, Essex el 4 de octubre de 1890 falleció en los brazos de William y rodeada por sus hijos y familia. Ella está enterrada junto a su marido en el Cementerio de Abney Park, Londres.